# ホワイトチャペル殺人事件

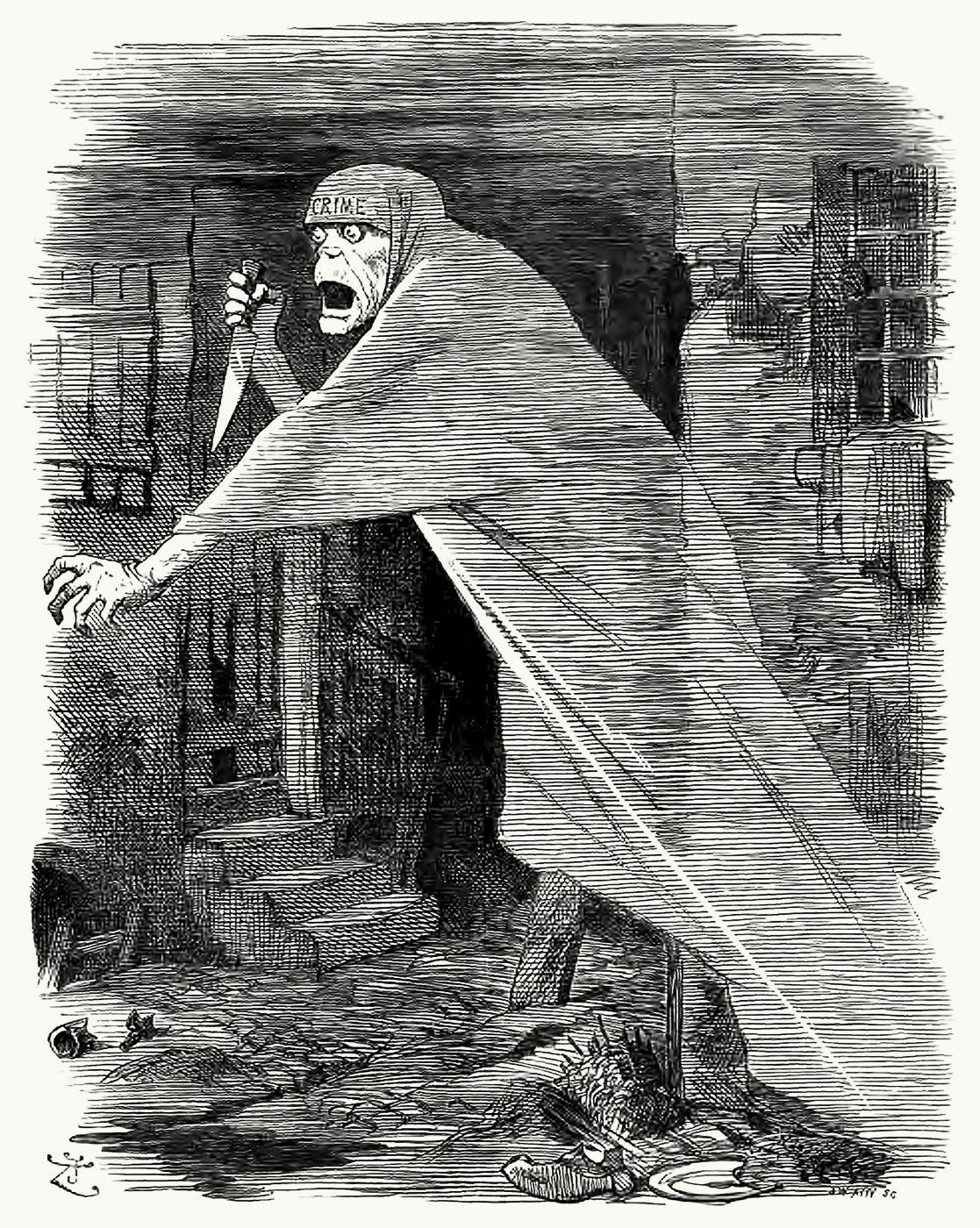
"Nemesis of Neglect"
ジョン・テニエルが1888年に『パンチ』で発表した風刺漫画。ホワイトチャペルを徘徊する切り裂きジャックで表現された社会的貧困の印象。

ホワイトチャペル殺人事件（ホワイトチャペルさつじんじけん）、英語圏での呼称・ホワイトチャペル・マーダーズ（英: Whitechapel murders）とは、1888年4月3日から1891年2月13日にかけてロンドンのイーストエンドにあるホワイトチャペル地区や、その近隣で発生した11件の殺人事件のことである。見解によって異なるが、この11件の未解決事件の一部、またはすべてが有名な連続殺人者である切り裂きジャックの犯行と考えられている。
この事件の被害者の多くが売春婦だった。第1の被害者のスミスは性的暴行を加えられたうえに略奪も受けた。第2の被害者のタブラムは39回刺された。ニコルズ、チャップマン、ストライド、エドウッズ、ケリー、マッケンジー、コールズは喉を切り裂かれた。エドウッズとストライドは同じ日の夜にすぐ近くで殺害された。この2名の殺害は、切り裂きジャックを称する人物が報道機関に送ったハガキで使われていた言葉から「ダブル・イベント（英: double event）」と呼ばれた。ニコルズ、チャップマン、エドウッズ、ケリーの遺体は腹部が切り開かれ、マイレットは絞殺された。身元不明の女性の遺体はバラバラに切断されたが、実際の死因ははっきりしない。
ロンドン警視庁やロンドン市警察だけでなく、ホワイトチャペル自警団のような私的な組織も犯人の捜索にあたった。広範囲を捜査し、数名が逮捕されたが、真犯人は特定されなかった。この多数の殺人事件により、イーストエンドのスラムの生活状況の劣悪さに関心が向けられ、のちに改善されることとなった。不朽の謎となった真犯人の正体については、今日まで人々の想像力をかき立てている。

## 背景
ヴィクトリア朝後半、ホワイトチャペルはロンドンでもっとも悪名高い貧民窟 (ルーカリー) と考えられていた。フラワー・アンド・ディーン・ストリート周辺の地域は「ロンドン中でおおよそもっとも不潔で危険な通り」と評された。ドーセット・ストリートは「ロンドンで最悪の通り」と呼ばれた。ロバート・アンダーソン警視監は、危険なものに興味を持つ人ならば、ホワイトチャペルはロンドンで主要な犯罪の「名所」のひとつだから気に入るだろうと評した。ホワイトチャペルでは略奪や暴力が当たり前だった。極端な貧困、標準に劣る住宅供給、ホームレス、酔っ払い、蔓延する売春がホワイトチャペルの特徴で、要素は「コモン・ロッジングハウス」に集中していた。この施設は生活困窮者に安価で共用の住宅設備を提供しており、ホワイトチャペル殺人事件の被害者たちもこの施設に住んでいた。身元が判明した被害者は全員、スピタルフィールズのルーカリーの中心部に住んでいた。3名はジョージ・ストリート（のちのロールズワース・ストリート）、2名はドーセット・ストリート、2名はフラワー・アンド・ディーン・ストリート、1名はスロール・ストリートに住んでいた。
警察の仕事や犯罪の告発は、自白を受ける、目撃者の証言を得る、犯罪行為の最中または犯罪に明らかに関係している明確な物的証拠を所有中の犯人を逮捕するというような手段に頼っており、指紋の分析のような科学捜査は行われていなかった。ロンドンの警察組織は現在と同様に2つに分かれていた。都市地域のほとんどが管轄のロンドン警視庁と、都心の約3平方キロメートルの範囲が管轄のロンドン市警察である。イギリス政府の上級大臣である内務大臣がロンドン警視庁を管理した一方で、ロンドン市警察はシティ・オブ・ロンドン自治体が責任を負った。巡査は定期的に経路を歩いて巡回した。
1888年から1891年にホワイトチャペルやその近隣で発生した11件の殺人事件は1つの資料にまとめられ、警察の犯罪記録では"Whitechapel murders"と呼称された。元の記録のほとんどが盗難または破損により失われている。

## 被害者と捜査

### エマ・スミス

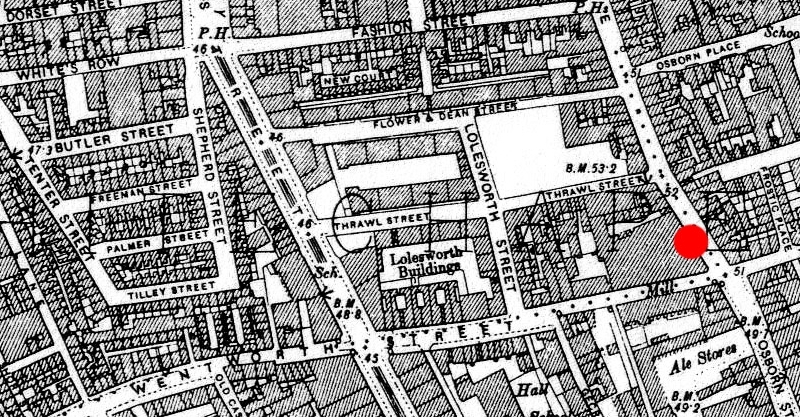
スピタルフィールズのルーカリーの地図。被害者たちはここで生活していた。エマ・スミス（45歳）はオズボーン・ストリートとブリック・レーンの交差点付近で襲われた（赤色円）。

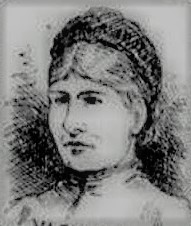
スミスはジョージ・ストリート18番地のコモン・ロッジングハウスに住んでおり、その場所は襲撃現場の1ブロック西だった

1888年4月3日火曜日は法定休日であるイースタ・マンデーの翌日だった。この日の早朝、売春婦のエマ・エリザベス・スミスはホワイトチャペルにあるオズボーン・ストリートとブリック・レーンの交差点で襲撃され、略奪を受けた。負傷したものの生き延び、スピタルフィールズのジョージ・ストリート18番地にある自宅のロッジングハウスに何とか歩いて戻ることができた。スミスは管理人代理のメアリー・ラッセル（英: Mary Russell）に、2人か3人の男に襲われた、そのうち1人は若かったと伝えた。ラッセル夫人はスミスをロンドン病院へ連れていった。診察の結果、膣に鈍器を挿入されており、腹膜が破裂していることが判明した。スミスは腹膜炎を発症し、1888年4月4日午前9時に死亡した。4月7日にイースト・ミドルセックス担当の検視官のウィン・エドウィン・バクスター（英: Wynne Edwin Baxter）が検死を行った。なお、バクスターはホワイトチャペル殺人事件のほかの被害者のうちの6名の検死も行った。ロンドン警視庁の警部補でH地区、つまりはホワイトチャペルを担当するエドマンド・リード（英: Edmund Reid）が捜査にあたったが、犯人を逮捕できなかった。H地区に配属されていたウォルター・デュー（英: Walter Dew）刑事はのちに、スミスは切り裂きジャックの最初の被害者と考えていると記した。しかし、同僚は犯罪集団の犯行と疑っていた。スミスは男の集団に襲われたと主張したが、どのような人物が犯人かを説明しなかった。説明を拒んだのかもしれないし、できなかったのかもしれない。売春はしばしばギャングが管理していた。スミスはギャングに逆らった制裁を受けたか、脅迫の一環で襲われた可能性がある。スミスは報復を恐れて襲撃者の正体を説明できなかった可能性もある。スミスの殺害はその後に発生した殺人事件に関係がある可能性は低いと考えられている。

### マーサ・タブラム

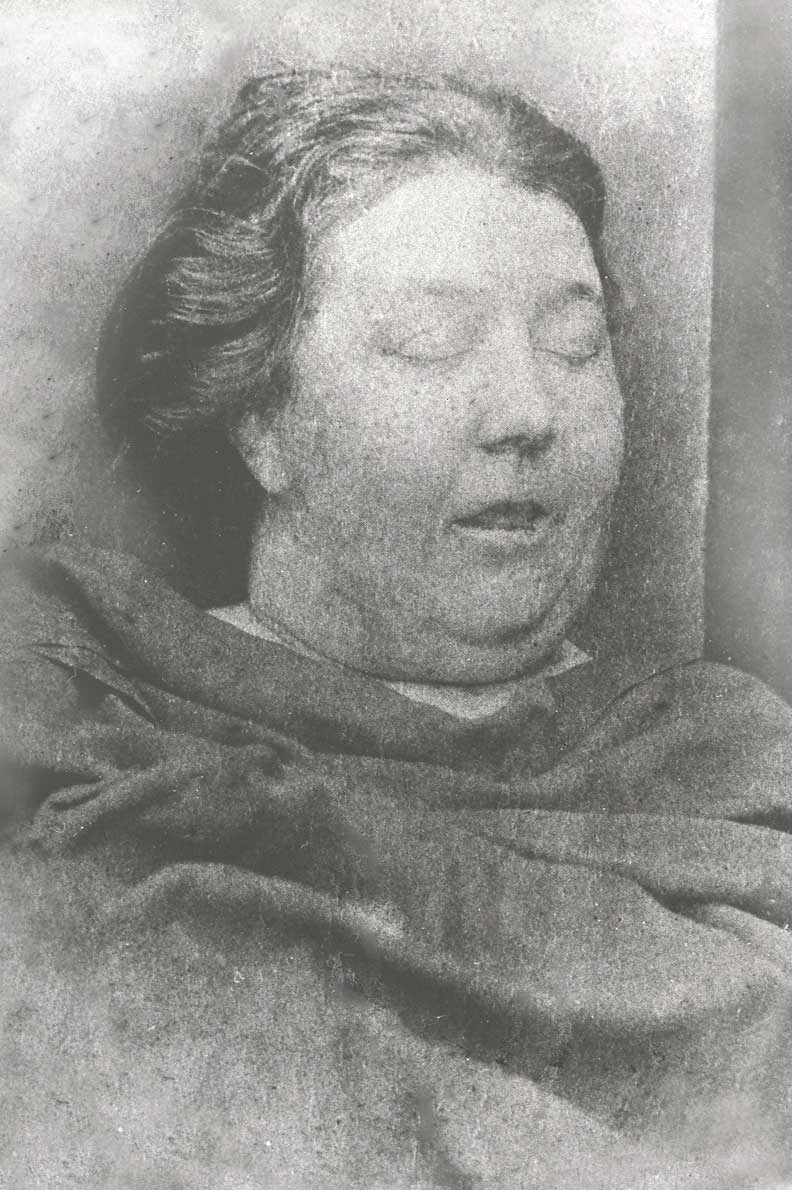
マーサ・タブラム（39歳）はジョージ・ストリート19番地のロッジングハウスに住んでいた。

8月7日火曜日は法定休日の翌日だった。この日の午前2時30分ごろ、売春婦のマーサ・タブラム（英: Martha Tabram）が殺害された。タブラムの遺体はホワイトチャペルのジョージ・ヤードにあるジョージ・ヤード・ビルディングスで発見された。タブラムは刃渡りの短い刃物で39回刺されていた。仕事仲間の売春婦や、近くを巡回中だったトーマス・バレット（英: Thomas Barrett）巡査の証言に基づき、リード警部補はロンドン塔やウェリントン・バラックスの兵士の面通しを行ったが、いい結果は出なかった。警察はこの事件をスミス殺害とは結びつけなかったが、のちに発生した殺人事件とは関係があると考えた。しかし、今日の専門家のほとんどがタブラム殺害とほかの殺人事件とは関連がないと考えている。タブラムは刺し殺されたが、のちの事件の被害者たちは切り殺されたためである。ただし、関係性が絶対にないとは言えない。

### メアリー・アン・ニコルズ

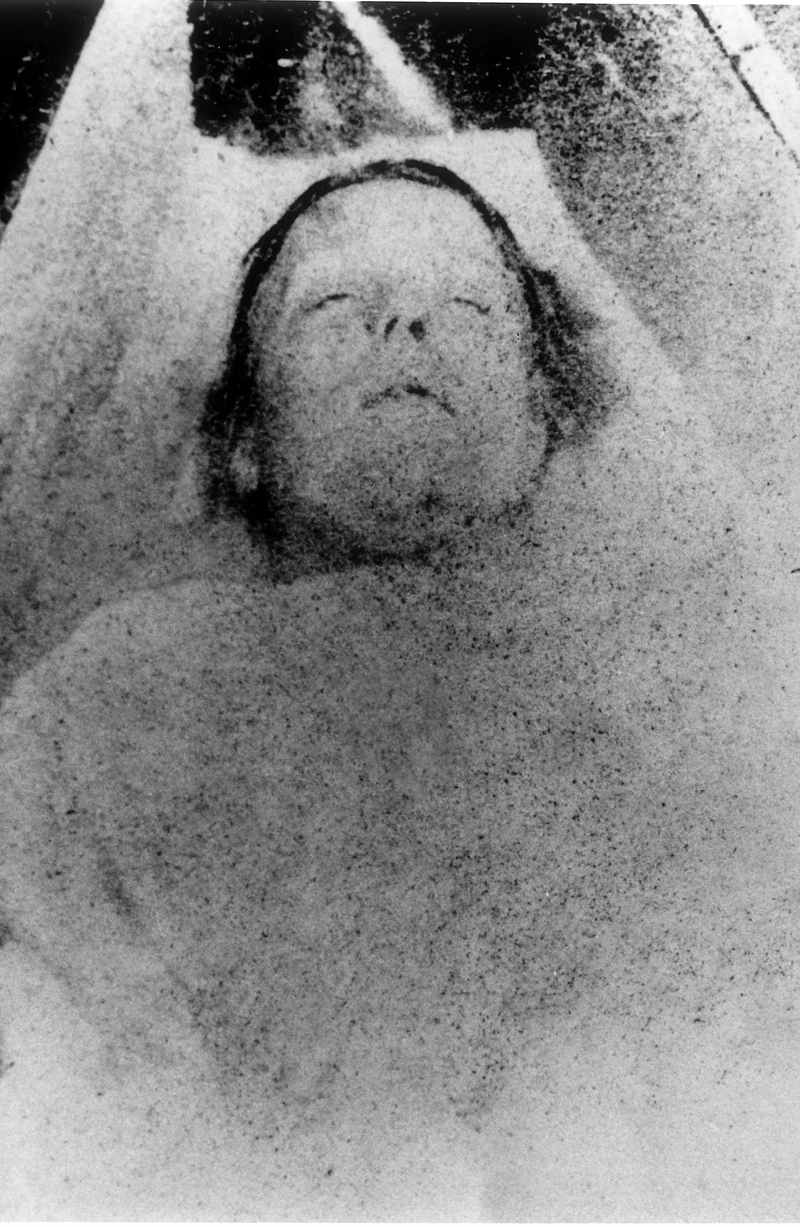
メアリー・ニコルズ（43歳）はスロール・ストリート18番地のロッジングハウスに住んでいた。

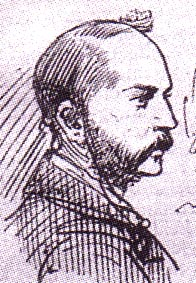
フレデリック・アバーライン警部補が警察の捜査の指揮を執った。

8月31日金曜日、売春婦のメアリー・アン・ニコルズ（英: Mary Ann Nichols）がホワイトチャペルの裏通りであるバックス・ロー（以降、ダーウォード・ストリートに改名）で殺害された。ニコルズの遺体は午前3時45分に堅固な門口の前の地面で、荷車の御者のチャールズ・クロス（英: Charles Cross）により発見された。喉が左から右へ2回切り裂かれていたほか、腹部も切り刻まれており、ぎざぎざとした深い傷ができていた。腹部を走るいくつかの傷は比較的浅めで、腹部の右側にある3、4か所の傷は類似しており、同じナイフで激しく下方向へ切りつけたものだった。この事件はロンドン警視庁の管轄であるJ地区、つまりはベスナル・グリーン地区で発生した。最初は地元の刑事が捜査した。同日、ロンドン警視庁のチャールズ・ウォーレン（英: Charles Warren）警視総監との不和から、ジェームズ・モンロー（英: James Monro）が犯罪捜査部（CID）の刑事部長を辞任した。初期捜査はほとんど成功しなかったが、報道機関中の分子が前の2件の殺人と結びつけられ、殺人事件はスミスの事件のようにギャングの犯行の可能性があるという説を出した。一方で、スター紙は単独の殺人者の犯行と主張し、ほかの新聞もそれぞれの筋書きで事件を取り上げた。ロンドンを連続殺人者が逃走している疑いから、スコットランドヤード中央局から警部補のフレデリック・アバーライン（英: Frederick Abberline）、ヘンリー・ムーア（英: Henry Moore）、ウォルター・アンドリューズ（英: Walter Andrews）が出向することとなった。バクスター検視官は得られる限りの証拠から、ニコルズは午前3時直後に遺体が発見された場所で殺害されたと結論づけた。バクスターの約言では、ニコルズの殺害がスミスとタブラムの事件と関係している可能性が退けられた。使用された武器が異なるうえに、初期の2件の事件では被害者は喉を切り裂かれていないためである。しかし、ニコルズの検死審問が終わるころまでには4人目の殺人が起きており、バクスターはニコルズの遺体にあった負傷とのかなりの類似性に着目することになる。

### アニー・チャップマン

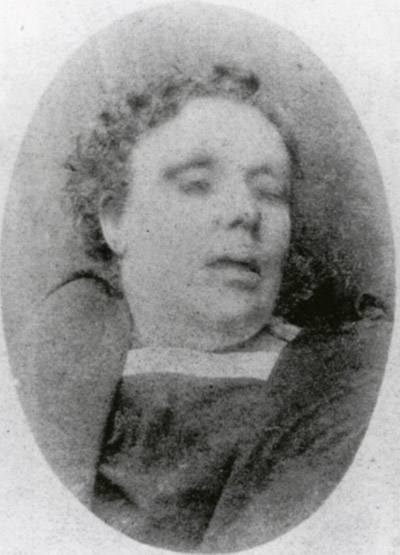
アニー・チャップマン（47歳）はドーセット・ストリート35番地のロッジングハウスに住んでいた。

9月8日土曜日午前6時ごろ、スピタルフィールズのハンベリー・ストリート29番地の裏庭の戸口の近くの地面で、売春婦のアニー・チャップマン（英: Annie Chapman）の遺体が発見された。チャップマンは家賃の支払いに客から金をもらうため、その日の午前2時にロッジングハウスを出て、その後に殺害された。チャップマンの喉は左から右に切り裂かれていた。また、腸が腹部から抜き取られ、両肩に投げかけられていた。死体安置所での調査により、子宮の一部が失われていることが判明した。病理学者のジョージ・バグスター・フィリップス（英: George Bagster Phillips）は、殺人者は刃渡り15 - 20センチの刃物を使い、生殖器を一度の動作で切り取るだけの解剖学の知識を有しているという見解を抱いた。しかし、殺人者が外科の技術を有しているというこの意見はほかの専門家により退けられた。遺体は犯行現場では十分に調査されていなかったため、実際には死体安置所の職員が臓器を取り出した可能性があったためである。すでに切り開かれた遺体から臓器を抜き取れば外科標本として売ることができた。

9月10日、警察はジョン・パイザー（英: John Pizer）という地元のならず者を逮捕した。パイザーは"Leather Apron"（直訳すると「革のエプロン」）というあだ名がつけられており、地元の売春婦たちを脅迫しているという悪評があった。しかし、最近の2件の殺人のときのアリバイが確認されたため、告発されることなく釈放された。検死審問の際に、目撃者の1人であるエリザベス・ロング（英: Elizabeth Long）夫人が、午前5時30分ごろに、のちに遺体が発見されたヘンベリー・ストリート29番地の裏庭のすぐ向こうで、チャップマンが1人の男と会話しているのを目撃したと証言した。バクスターはロングが見た男が殺人者と推理した。ロングによると、男は40歳以上で、チャップマンより少し背が高く、肌の色が黒く、外国人で、落ちぶれたが体面を繕っているという風な外見をしていたという。また、その人物は茶色の鹿撃ち帽と黒色の外套を身につけていた。別の目撃者である大工のアルバート・カドッシュ（英: Albert Cadosch）は、およそ同時刻にハンベリー・ストリート27番地の近隣の庭に立ち入ったが、庭の中で人の声を聞いたあと、柵に何かが倒れこむ音を耳にした。

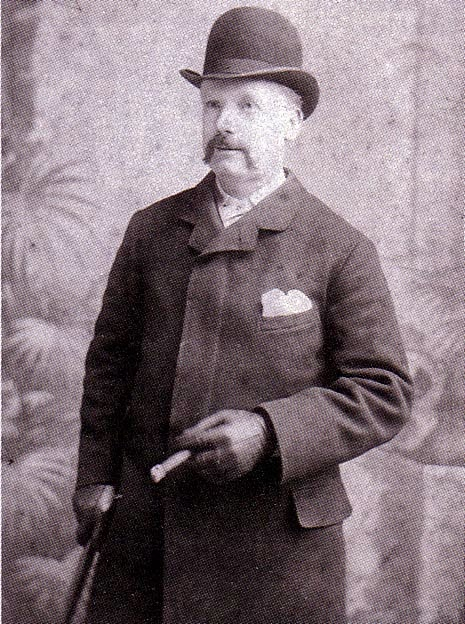
ジョージ・ラスクはホワイトチャペル自警団の団長だった。

ウォルター・デューは自身の回顧録で、相次ぐ殺人事件でロンドンに恐慌が広がったと記録した。コマーシャル・ロード警察署に殺人者が拘束されていると疑った人々が暴徒となり、警察署を襲撃した。また、これらの殺人事件がユダヤ人の殺人儀式であるという噂が流れ、反セム主義の示威運動が起こった。その後、ホワイトチャペルの議会の一員であるサミュエル・モンタギュー（英: Samuel Montagu）は、100ポンド（2025年の約14,000ポンドに相当）の懸賞金をかけた。地元住民はジョージ・ラスク（英: George Lusk）を団長としてホワイトチャペル自警団を立ち上げ、殺人者の逮捕に懸賞金をかけた。一方で、内務省の指導下にあったロンドン警視庁は、虚偽や誤解させる情報を生む可能性があることから懸賞金をかけることを拒んだ。自警団は事件の捜査のために私立探偵を2人雇った。
9月1日、ロバート・アンダーソンはCIDの刑事部長に任命されたが、7日に病欠休暇でスイスに行った。警視のトーマス・アーノルド（英: Thomas Arnold）はH地区、つまりはホワイトチャペルの担当だったが、9月2日に休暇をとっていた。アンダーソンの不在により捜査の全体の方向性が混乱したため、チャールズ・ウォーレン警視総監はドナルド・スワンソン（英: Donald Swanson）警部にスコットランドヤードの捜査の調整を任せた。9月18日、ドイツ人の理髪師のチャールズ・ルドウィグ（英: Charles Ludwig）が殺人の疑いで逮捕されたが、2週間足らずで釈放された。2件の殺人が発生したことにより、真犯人が依然として逃亡中と判明したためである。

### ダブル・イベント: エリザベス・ストライドとキャサリン・エドウッズ

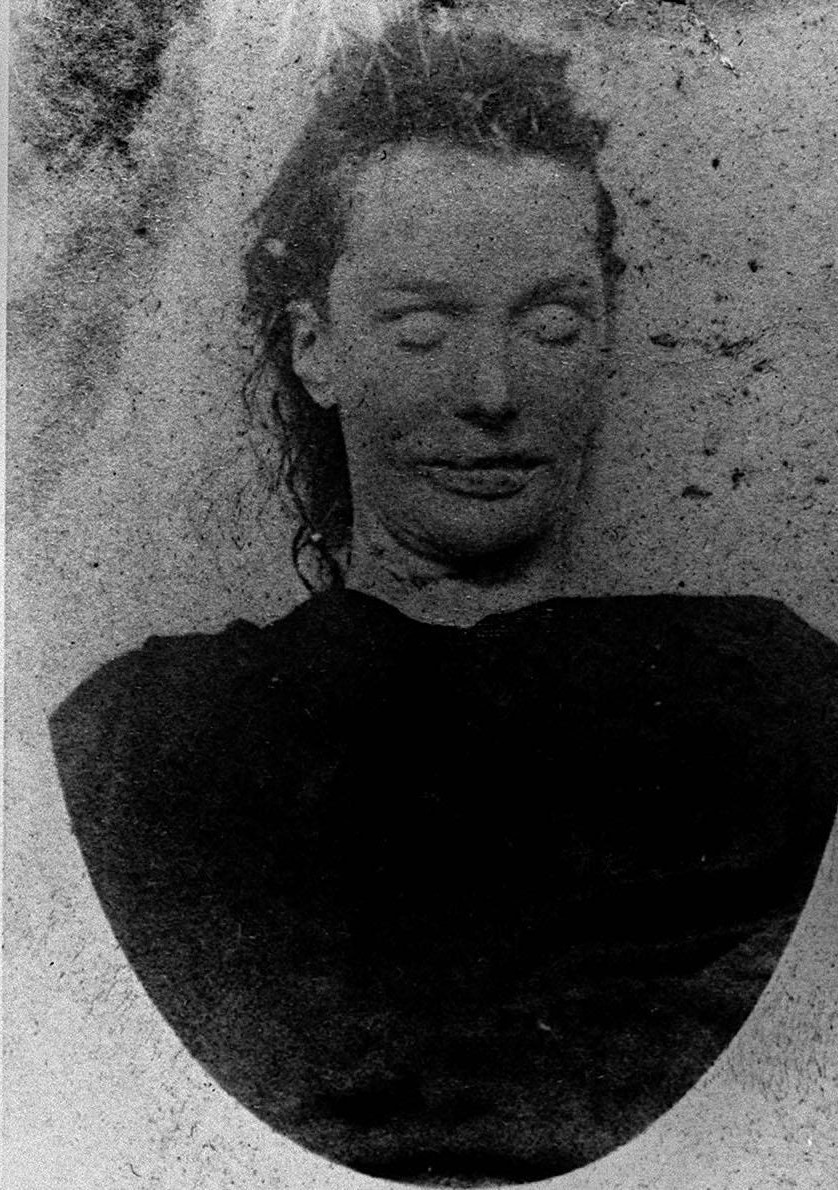
エリザベス・ストライド（44歳）はフラワー・アンド・ディーン・ストリート32番地のロッジングハウスに住んでいた。

9月30日の午前1時ごろ、ホワイトチャペルのバーナー・ストリート（以降、ヘンリケス・ストリートに改名）40番地の門口の内側にあるダットフィールズ・ヤードで売春婦のエリザベス・ストライド（英: Elizabeth Stride）の遺体が発見された。ストライドは血だまりの中に倒れており、喉が左から右へ切り裂かれていた。ストライドは数分前に殺害されたばかりで、遺体は切り刻まれていなかった。殺人者が遺体を切り刻む余裕ができる前に、誰かがダットフィールズ・ヤードに入ってきて邪魔が入ったことで退散した可能性がある。おそらく、遺体の発見者であるルイス・ディームシュッツ（英: Louis Diemschutz）の存在に気付いて逃走したと考えられる。しかし、ストライドの殺人はほかの事件とは無関係と考える人もいる。その根拠として、遺体が切り刻まれていないこと、この事件だけホワイトチャペル・ロードの南で起こっていること、使用された刃物がほかの事件のものより短い別のデザインのものである可能性があることが挙げられる。それでもほとんどの専門家は、同夜のエドウッズの殺害とともに、少なくとも前の2件と関係があると考えるのに十分な類似性があると考えている。

午前1時45分、バーナー・ストリートから歩いて12分の距離にある、シティ・オブ・ロンドンのマイター広場の南西の隅で、キャサリン・エドウッズ（英: Catherine Eddowes）の遺体が巡査のエドワード・ワトキンス（英: Edward Watkins）により発見された。遺体は殺害されてから10分以内の状態だった。喉を左から右に切り裂かれて殺害されていた。凶器は刃渡り15センチ以上の鋭利なナイフである。顔と腹部が切り刻まれており、腸が引きずり出され、胴から左腕の長さに切り取られたうえで右肩にかけられていた。左の腎臓と子宮のほとんども取り除かれていた。10月4日、エドウッズの検死がシティ・オブ・ロンドンの検視官のサミュエル・F・ランガム（英: Samuel F. Langham）により行われた。調査を担当した病理学者のフレデリック・ゴードン・ブラウン（英: Frederick Gordon Brown）医師は、殺人者は臓器の位置に関してかなりの知識があるという見解を抱いた。また、遺体にある傷の位置から、殺人者は遺体の右側にしゃがみこんでおり、作業は単独で行ったことも判別できたという。しかし、犯行現場に最初に訪れた医師である、地元の外科医のジョージ・ウィリアム・セケイラ（英: George William Sequeira）医師は、殺人者に解剖学の技術があるという見解や、特定の臓器を手に入れようとしていたという見解に反論した。シティ・オブ・ロンドンの医官のウィリアム・セジウィック・ソーンダーズ（英: William Sedgwick Saunders）も検死に立ち会っていたが、彼もセケイラ医師と同様の見解を抱いた。犯行現場の位置の都合から、ジェームズ・マクウィリアム（英: James McWilliam）警部の下でロンドン市警察が捜査にあたった。

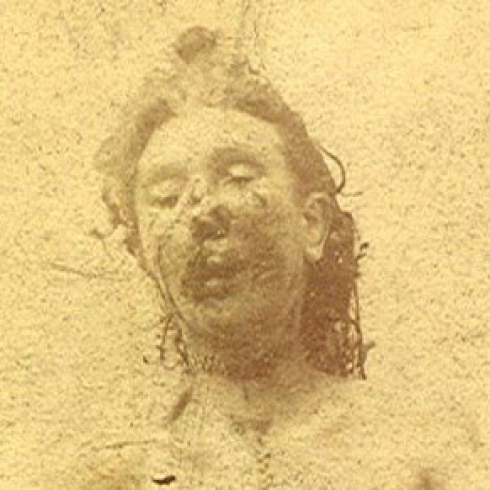
キャサリン・エドウッズ（46歳）は連れ合いのジョン・ケリー（John Kelly）と一緒にフラワー・アンド・ディーン・ストリート55番地のロッジングハウスに住んでいた。

午前3時、犯行現場から500メートルほど離れた場所にある、ホワイトチャペルのゴールストン・ストリートの108番地から119番地までつながる戸口の通路で、血の染みが付着したエドウッズのエプロンの切れ端が落ちているのが発見された。戸口の壁にはチョークで書かれた落書きがあり、"The Juwes are the men that will not be blamed for nothing"または"The Juwes are not the men who will be blamed for nothing"と読める内容だった。午前5時、ウォーレン警視総監が犯行現場に来て、この落書きを消すように命じた。落書きはユダヤ人に関する記述であり、反セム主義の暴動の発生を恐れてのことだった（詳細はゴールストン・ストリートの落書きを参照）。ゴールストン・ストリートは、マイター広場からストライドとエドウッズが住んでいたフラワー・アンド・ディーン・ストリートへ直接行ける経路だった。
ミドルセックスの検視官のウィン・バクスターは、ストライドは不意を突かれて一瞬のうちに殺害されたと考えていた。ストライドは発見されたとき、左手に息を甘い匂いにする口中香薬の包みを持ったままだった。これはストライドに自分の身を守る時間がなかったことを示唆している。食料雑貨商のマシュー・パッカー（英: Matthew Packer）はホワイトチャペル自警団に雇われた私立探偵に、ストライドと殺人者にブドウを売ったと語った。しかし、警察には店を閉めており怪しいものは何も見ていないと述べた。検死審問の際、病理学者たちは、ストライドはブドウを持ってもいなかったし食べてもいなかったと語気を強めた。病理学者たちによれば、ストライドの胃にはチーズやジャガイモ、（小麦粉などの穀物の）デンプン質の粉末が入っていたという。それでもパッカーの話は新聞に掲載された。パッカーが見たという男の説明は、ほかの目撃者がストライドが殺される直前にストライドと一緒にいた男として証言したものとは一致していなかった。しかし、ほかの目撃者による説明の内容もすべて異なっていた。ジョセフ・ラヴェンダ（英: Joseph Lawende）は、エドウッズが殺害される直前に、2人の男と一緒にマイター広場を通り過ぎていた。ラヴェンダはエドウッズが30歳ほどの男性と一緒にいるのを目撃した可能性があるという。その男はみすぼらしい服を着ており、ひさしのある帽子を被り、立派な口髭を生やしていた。スワンソン警部は、ラヴェンダの説明は、ストライドが殺人者と一緒にいるのを見たという別の証言にも近いと記している。しかし、ラヴェンダはその男をもう一度見分けることはできそうもないと述べ、一緒にいた2人の男性は殺人者と思しき人物の格好を説明できなかった。
捜査にほとんど進展がなく、ロンドン警視庁やヘンリー・マシューズ（英: Henry Matthews）内務大臣への批判の声が募っていた。ロンドン市警察とロンドン市長は犯人逮捕につながる情報を求めて500ポンド（2023年の約70,000ポンドに相当）の懸賞金をかけた。ブラッドハウンドという品種の犬を使って新たに事件が発生したときに殺人者を追跡させるという案が構想され、ロンドンで試験も行われたが、結局、この案は採用されなかった。活気のある都市で臭いを区別するのが難しかったことや、犬が都市の環境に不慣れだったことがその理由である。また、スカーブラの近くのWyndyate（現在のScalby Manor）に住んでいたエドウィン・ブラッフ（英: Edwin Brough）という人物が犬の飼い主だったが、犬に犯罪探知という役目があると知られて犯罪者に毒を盛られることをブラッフが懸念したことも計画が頓挫した原因である。
9月27日、セントラル・ニュース・エージェンシーにこれまでの殺人事件の犯人を称する人物からの手紙が届いた。手紙は"Dear Boss"という文から始まり、"Jack the Ripper"（ジャック・ザ・リッパー）と署名されていた。10月1日、同社に再び"Jack the Ripper"と署名されたハガキが届いた。そのハガキには、最近発生した9月30日の殺人はどちらも自分のしわざであると書かれており、この2件の殺人を"double event"（ダブル・イベント）と呼称していた。「ダブル・イベント」という呼称はその後も使用され続けることになる。
10月2日、建築中だったニュー・スコットランドヤードの地下で、身元不明の女性の胴体が発見された。報道ではこれまでのホワイトチャペル殺人事件と関係があるとされたが、ホワイトチャペル殺人事件の捜査資料には含まれていなかった。現在では、ホワイトチャペル殺人事件と関係がある可能性は低いと考えられている。この事件は「ホワイトホール・ミステリー（英: Whitehall Mystery）」として知られるようになった。同日、超能力者を称するロバート・ジェームズ・リーズ（英: Robert James Lees）がスコットランドヤードを訪れて、超常的な力を使って殺人者を追跡することを申し出た。警察はリーズを追い払った。
10月6日、CIDのアンダーソン刑事部長がとうとう休暇から戻り、スコットランドヤードの捜査の責任をもった。10月16日、ホワイトチャペル自警団のジョージ・ラスクが、殺人者を称する人物からの新しい手紙を受け取った。筆跡や文体は前に送られた手紙やハガキとは似ていなかった。手紙と一緒に小さな箱も送られ、アルコール中に保存された人間の腎臓の半分が入っていた。手紙の送り主は、この腎臓はエドウッズの遺体から抜き取ったものであり、残りの半分は油で揚げて食べたと主張した。腎臓や手紙が本物だったのかという謎については見解が分かれている。10月末までに、警察は2,000名以上に対して尋問を行い、300名以上を捜査、80名を拘留した。

### メアリー・ケリー
| メアリー・ジェーン・ケリー（25歳）の遺体写真、殺害現場にて （画像ファイルへのリンク） |
| 遺体の損傷が激しいため閲覧注意                                                        |

11月9日、スピタルフィールズのドーセット・ストリート26番地の裏にあるミラーズ・コート13番地の1人用の部屋に住んでいた、売春婦のメアリー・ジェーン・ケリー（英: Mary Jane Kelly）が自身の部屋で殺害された。以前の事件で殺害されたチャップマンはドーセット・ストリートに住んでいた。同じく犠牲となったエドウッズはドーセット・ストリートで野宿していたと言われている。ケリーの遺体は午前10時45分にベッドの上で発見された。最初に犯行現場に来た医師のジョージ・バグスター・フィリップス医師は、ケリーは喉を切られて死亡したという見解を抱いた。ケリーの死後、腹腔が切り開かれて内臓がすべて取り出され、部屋中にばらまかれた。乳房は切り取られ、顔は見分けがつかなくなるほど切り刻まれた。腿も部分的に骨に達するほど切断され、筋肉の一部が取り除かれていた。ほかの被害者とは異なり、ケリーは服を脱がされており、白っぽいシュミーズしか着ていなかった。衣服はいすの上にきちんと畳まれて置かれていた。一部の衣服は火床で焼かれていた。アバーラインは、部屋には1本の蝋燭の薄ぼんやりとした光しか明かりがなかったため、殺人者が明かりのために衣服を燃やしたのだろうと推測した。ケリーの殺害はもっとも残忍なものだった。通りと比べると個室の中は蛮行を遂げるための十分な時間があったためと考えられる。ケリーが服を着ていなかったことと服が畳まれていたことから、ケリーはベッドに横たわる前に自分で服を抜いだという説が挙げられた。この説の通りだとすると、ケリーは知人か客と思っていた人物に殺害されたか、眠っているときか酒に酔っていたときに殺害されたと考えられる。
11月12日、ノースイースト・ミドルセックスの検視官のロデリック・マクドナルド（英: Roderick Macdonald）医師がショーディッチ・タウン・ホールでのケリーの検死審問を統括した。11月19日に開かれたケリーの葬式にはおびただしい数の追悼客が参加した。通りは渋滞になり、葬列はショーディッチ死体安置所からレイトンストーンにあるローマ・カトリック共同墓地へ移動するのに苦労した。ケニーはこの墓地で葬られた。
11月8日、チャールズ・ウォーレン警視総監は、内務省の承認がなければ公的な声明を出すことは許さないと内務大臣から伝えられると、ロンドン警視庁の警視総監の職を辞した。12月、ウォーレンとの不和から数か月前に辞職していたジェームズ・モンローが代わりに警視総監となった。11月10日、警察医のトーマス・ボンド（英: Thomas Bond）がロンドンCIDの刑事部長のロバート・アンダーソンに手紙を書き、ニコルズ、チャップマン、ストライド、エドウッズ、ケリーの5人の殺害の類似性を説明し、同一犯の犯行に間違いないと伝えた。同日、内閣は共犯者が殺人の実行犯の逮捕につながる情報を伝えれば誰でも特赦を出すことを決定した。ロンドン警視庁警視総監は、11月と12月に追加で143名の私服警官をホワイトチャペルに配置したが、ホワイトチャペル殺人事件の犯人の正体は依然として不明であることを報告した。

### ローズ・マイレット
1888年12月20日、ポプラー・ハイ・ストリートを外れたところにあるクラークス・ヤードで、巡回中の巡査が29歳の売春婦のローズ・マイレット（英: Rose Mylett、またの名をキャサリン・ミレット <英: Catherine Millett>、リジー・デイヴィス <英: Lizzie Davis>）の遺体を発見した。マイレットはエマ・スミスと同じく、ジョージ・ストリート18番地のロッジングハウスに住んでいた。マイレットの遺体を調査した4名の医師は、マイレットは絞殺されたという見解を抱いた。しかし、ロバート・アンダーソンは、マイレットは酩酊しているときに、不慮の事故でドレスのカラーで首を吊ったという見解を抱いた。アンダーソンの要求によりボンド医師がマイレットの遺体を調査したところ、ボンドはアンダーソンの見解に賛同した。モンロー警視総監も、抵抗した形跡がないことから自殺か自然死を疑った。検視官のウィン・バクスターは検死審問陪審に対し、暴力を受けて死亡したことを示す証拠はないと述べた。それでも、陪審は何者かによる故意の殺人という評決を下し、この事件もホワイトチャペル殺人事件の捜査資料に加えられた。

### アリス・マッケンジー

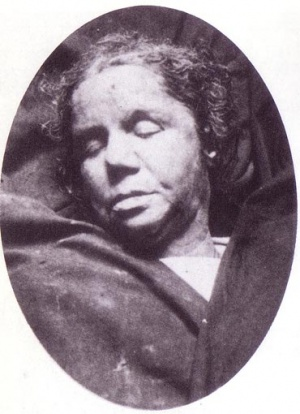
アリス・マッケンジー（40歳）はガン・ストリート52番地のロッジングハウスに住んでいた。

アリス・マッケンジーもおそらく売春婦だったと考えられている。マッケンジーが殺害されたのは1889年7月17日の午前0時40分ごろで、場所はホワイトチャペルのキャッスル・アレーだった。以前に起きた殺人事件のほとんどと同様に、マッケンジーも左の頚動脈を左から右に切り裂かれており、腹部に傷があった。しかし、マッケンジーの傷は以前の殺人と比べると深くなく、それよりも刃渡りの短い刃物が使われていた。モンロー警視総監と遺体を調査した病理学者の1人であるボンドは切り裂きジャックの犯行と考えたが、もう1人の病理学者のフィリップスとロバート・アンダーソンは賛同せず、アバーライン警部補も否定派だった。のちの作家たちの見解も分かれており、ある者はマッケンジーも切り裂きジャックの被害者と疑い、ある者は未知の殺人者が自分が疑われないように切り裂きジャックの犯行と見せかけようとしたと考えている。検死審問では、バクスター検視官はどちらの可能性も認め、ほかの事件との大きな類似性が見られ、近隣で起きた事件でもあり、もし同一犯の犯行でなければ、明らかにほかの事件を模倣したものであるという結論を出した。

### ピンチン・ストリートの胴体遺体
1889年9月10日午前5時15分、ホワイトチャペルのピンチン・ストリートのガード下で女性の胴体部が発見された。一帯を捜索したが、ほかの体の部位は発見できなかった。被害者や犯人の身元も不明である。スワンソン警部とモンロー警視総監は、胴体の内部に血液が存在することから、出血や喉の切断により死亡したわけではないと考えられると記した。しかし、病理学者たちは、組織や血管に全体的に血液が少ないことから、出血が死因であると記した。新聞の報道では、遺体の身元は失踪していたリディア・ハート（英: Lydia Hart）であると推測されたが、のちにハートが「ちょっとした酒宴」の後に病院で療養中であることが判明した。エミリー・バーカー（英: Emily Barker）と呼ばれていた行方不明の少女が被害者であるという主張もあったが、遺体はバーカーよりも年上で背が高い女性のものだった。被害者の年齢は30歳から40歳と推定された。
スワンソンはこの事件は切り裂きジャックの犯行とは考えなかったが、レインハムやチェルシーで発生していた同様の3件のバラバラ殺人事件（1887年から1889年のテムズ胴体殺人事件）や、前述の「ホワイトホール・ミステリー」と関係するという説を出した。モンローはスワンソンの推測に同意した。これらの殺人事件とピンチン・ストリートの事件は同一の連続殺人者の犯行と提案され、「トルソ・キラー（英: Torso killer、直訳すると「胴体殺人者」）」というあだ名がつけられた。トルソ・キラーは切り裂きジャックと同一人物である可能性もあるし、別個の殺人者である可能性もある。これらの事件が別の3件の殺人事件（1873年から1874年に起きた、2名の女性がバラバラ死体になって発見された「バタシーの謎」<英: Battersea Mystery> や、1884年の「トテナム・コート・ロードの謎」<英: Tottenham Court Road Mystery>）と関係があるという主張もある。ホワイトチャペル殺人事件の専門家たち（通称「リパロロジスト」<英: Ripperologist>、ステュアート・エヴァンス<英: Stewart Evans>やキース・スキナー<英: Keith Skinner>、マーティン・ファイドー<英: Martin Fido>、ドナルド・ラムベロー<英: Donald Rumbelow>など）は、ピンチン・ストリートの事件は手口の違いから切り裂きジャックの犯行と関係がないと考えている。
1890年6月21日、警察年金をめぐってマシュー内務大臣と決裂し、警視総監はモンローからエドワード・ブラッドフォード（英: Edward Bradford）に交代した。

### フランシス・コールズ

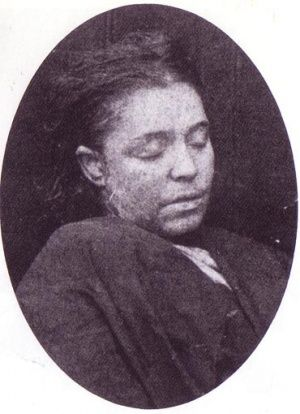
フランシス・コールズ（25歳）はホワイツ・ローのロッジングハウスに住んでいた。

ホワイトチャペル殺人事件の捜査資料に含まれている最後の事件は、1891年2月13日に発生した。この日の午前2時15分、ホワイトチャペルのチェンバー・ストリートとロイヤル・ミント・ストリートの間のガード下の通路であるスワロー・ガーデンズで、売春婦のフランシス・コールズ（英: Frances Coles）が殺害された。コールズが襲われてまもなく、アーネスト・トンプソン（英: Ernest Thompson）巡査が遺体を発見した。後頭部に小さな傷があることから、コールズは地面に激しく叩きつけられたあとに喉を切られたことが示唆されている。喉は少なくとも2回切られており、左から右に切られたあと、もう一度切られた。ほかには遺体に切り刻まれた傷はなかった。アーノルド警視とリード警部補がすぐに近隣のリーマン・ストリート警察署から到着した。先の殺人事件の捜査を担当していたドナルド・スワンソン警部とヘンリー・ムーア警部は5時までには到着した。少し前にコールズと一緒にいるところを目撃されたジェームズ・サドラー（英: James Sadler）という男性が警察に逮捕され、殺人で告発された。スワンソンやムーアが、サドラーの過去の経歴や前のホワイトチャペル殺人事件の際にどこにいたかということを目立つやり方で捜査したことから、警察はサドラーが切り裂きジャックと疑っていたことがうかがえる。しかし、3月3日に証拠不足からサドラーは釈放された。

## 事件の影響
アバーラインは1892年に退職し、マシュー内務大臣は同年の総選挙で失職した（1892年イギリス総選挙を参照）。アーノルドは翌年退職し、スワンソンとアンダーソンは1900年よりあとに退職した。ホワイトチャペル殺人事件の捜査資料には1896年以降の日付の文書は存在しない。犯人は不明であり、単独犯か複数犯かも定かではなく、事件は未解決のままである。扇情的な報道や殺人者の正体を取り巻く謎により、「切り裂きジャック」というキャラクターは成長していった。数百の書籍や記事がホワイトチャペル殺人事件について議論し、小説や漫画、テレビ番組、映画などさまざまなジャンルの作品中でホワイトチャペル事件が登場する。
イーストエンドの貧民は長年、富める社会により無視されてきたが、殺人事件の発生によりその犠牲者の生活状況に関心が向けられた。殺人事件がイーストエンドの不衛生で過密状態のスラムに対する世間の人々の見解に刺激を与え、その改善を求める声につながった。1888年9月24日、ジョージ・バーナード・ショーはスター紙に掲載した通信で、社会正義に突然に関心を持つようになったメディアに対して皮肉を述べた。
我々伝統的な社会民主党員が教育やアジテーション、組織作りに時間を浪費している間に、ある独立した天才が問題を処理してきた。単に女性を殺害して開腹するだけで、私企業の報道機関を間抜けな共産主義者に転向させたのだ。
1890年労働者階級住宅法や1890年公衆衛生改正法などの国会制定法により、退廃した都市地域を一変させることを目的として公共設備の最低限の標準が設定された。ホワイトチャペル殺人事件から20年でスラムの中でも最悪の場所は取り壊された。